# Эцалькуалистли

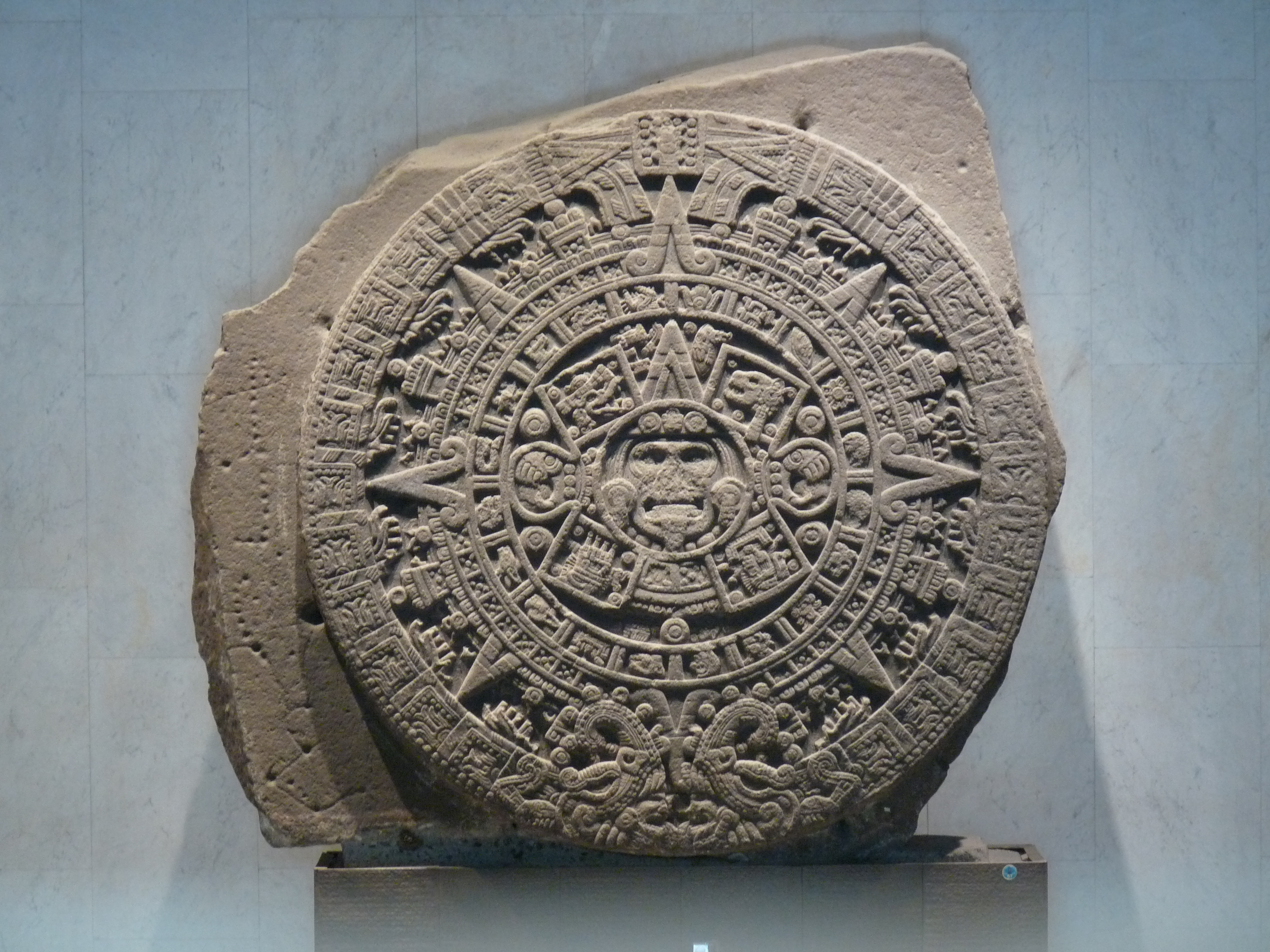
Монолит Камня Солнца, также называемый Календарём ацтеков (Национальный музей антропологии и истории, Мехико)

Эцалькуалистли (аст. Etzalcualiztli, аналогично названию блюда эцаль из кукурузы и фасоли) — шестой двадцатидневный месяц («вейнтена») ацтекского календаря шиупоуалли, длившийся примерно с 24 мая по 12 июня. Также название праздника, посвящённого божествам Тлалоку и его жене Чальчиутликуэ, каждый год проводившегося в этом месяце.

## Календарь
Календарь ацтеков состоял из двух циклов: шиупоуалли (аст. xiuhpohualli, что значит «счёт лет», соответствует хаабу у майя) и ритуального 260-дневного тональпоуалли (аст. tonalpohualli, что значит «счёт дней» или «счёт судеб», соответствует цолькину у майя). Шиупоуалли и тональпоуалли совпадали каждые 52 года, образуя так называемый «век», называвшийся «Новым Огнём». Ацтеки верили, что в конце каждого такого 52-летнего цикла миру угрожает опасность быть уничтоженным, поэтому начало нового ознаменовывалось особыми торжествами. Сто «веков», в свою очередь, составляли 5200-летнюю эру, называвшуюся «Солнцем».
365-дневный шиупоуалли состоял из 18 двадцатидневных «месяцев» (или veintenas) плюс дополнительные 5 дней в конце года. В некоторых описаниях календаря ацтеков говорится, что он также включал високосный год, который позволял календарному циклу оставаться в соответствии с одними и теми же аграрными циклами из года в год. Но в других описаниях говорится, что високосный год был неизвестен ацтекам, и что соотношение месяцев и астрономического года со временем менялось.

## Праздник
Праздник Эцалькуалистли отмечался 6 июня и был третьим праздником в честь Тлалока в году. Традиции почитания включали восхождение жрецов на гору Читлалтепек, где находился храм Тлалока, и украшение храма тростником из озера Читлалтепек. Церемония совершалась в начале лета, перед сезоном дождей, которые мешали бы восхождению на гору.
В день праздника ацтеки ели некое лакомство, называемое эцаль, от которого месяц получил название Эцалькуалистли. В храм приносили большое количество цветной бумаги (сложенной так, чтобы можно было завязать узел, а несколькими кусками — верёвку из бумажных узлов) и эластичную смолу, которой смазывали бумагу и горло идолов, чтобы наклеить на них подношение как ожерелье. В виде благодарности дерево, из которого были получены кора и волокно для изготовления бумаги, уже не могло быть срублено. Ритуалы также включали в себя жертвенное удушение персонификаций божеств, омовения и танцы.